# Stora Nylingen
Stora Nylingen är en sjö i Finspångs kommun i Östergötland och ingår i Nyköpingsåns huvudavrinningsområde. Sjön har en area på 0,777 kvadratkilometer och ligger 52,2 meter över havet.

## Delavrinningsområde
Stora Nylingen ingår i det delavrinningsområde (652582-151674) som SMHI kallar för Mynnar i Visken. Medelhöjden är 61 meter över havet och ytan är 7,05 kvadratkilometer. Det finns ett avrinningsområde uppströms, och räknas det in blir den ackumulerade arean 26,17 kvadratkilometer. Vattendraget som avvattnar avrinningsområdet har biflödesordning 4, vilket innebär att vattnet flödar genom totalt 4 vattendrag innan det når havet efter 103 kilometer. Avrinningsområdet består mestadels av skog (84 procent). Avrinningsområdet har 0,77 kvadratkilometer vattenytor vilket ger det en sjöprocent på 10,9 procent.